# Qiu Chuji
Mestre Qiu Chuji (chinês tradicional 丘處機; chinês simplificado: 丘处机; pinyin: qiū chǔ jī) (1148 — 23 de Julho de 1227 D.C.) foi um mestre taoísta chinês da linhagem Quanzhen (全真道), fundador da linhagem taoísta da Porta do Dragão (龍門派) (Longmen pai).
Seu nome taoísta é Qiu Chang Chun (丘長春), que significa "Eterna Primavera" (長春).
Foi o mais famoso dos sete discípulos do taoísta Wang Chongyang, conhecidos na China como "Os Sete Imortais".

## Início no caminho taoísta

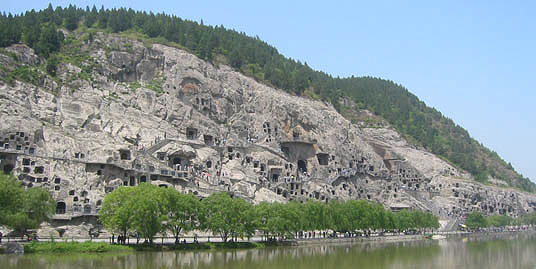
As cavernas do monte Longmen

Qiu Chuji tornou-se taoista aos dezenove anos. Aos vinte, foi aceito como discípulo pelo mestre Wang Chongyang, recebendo o nome taoista Chang Chun ("eterna primavera").
Após o luto pela passagem de Wang Chongyang, ocorrida em 1170, seus sete discípulos se dispersaram pela China.
Qiu Chuji manteve uma vida ascética, vivendo em cavernas e pedindo por comida durante treze anos em Panxi e Longmen.
Viveu por diversos anos nas "cavernas da porta do dragão" (龍門石窟)  (pinyin: Lóngmén Shíkū), referência que veio a nomear sua linhagem (Longmen significa em chinês "porta do dragão").
Neste local, desenvolveu seus ensinamentos sobre a complementariedade entre Budismo, Confucionismo e Taoismo.
Em 1188, já famoso por sua sabedoria, foi convocado ao palácio imperial pelo imperador Shizong (金世宗) , da dinastia Jin. Apesar dos convites para permanecer na corte como conselheiro, insistiu em retornar.

## Jornada para o Oeste: viagem ao encontro de Gêngis Cã

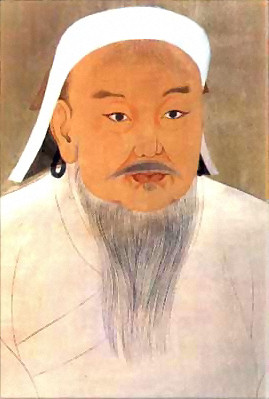
Gêngis Cã

### O Convite de Gêngis Cã
Em 1219 Gêngis Cã, fundador do Império Mongol e o maior dos conquistadores da Ásia, convidou Chang Chun a visitá-lo.
Sua carta convite, datada de 15 de Maio de 1219, foi preservada como uma curiosidade histórica.
Interessado nos conhecimentos de Chang Chun sobre como assegurar a longevidade, o formidável guerreiro Mongol aparece como um humilde discípulo da sabedoria, modesto e simples, quase socrático em seu auto-exame, atento às verdades profundas do viver e do governar.

### O início da Viagem
Chang Chun obedeceu a sua convocação e partiu de seu lar em Shantung em Fevereiro de 1220, viajando para Pequim acompanhado por dezoito discípulos, dando início a uma jornada da qual levaria vários anos para retornar.
Descobrindo que Gêngis Cã tinha se dirigido para o oeste em busca de novas conquistas, o sábio passou o inverno na capital.

### Seguindo a jornada
Em Fevereiro de 1221 Chang Chun reiniciou sua viagem atravessando a Mongólia oriental até o acampamento do irmão de Gêngis Cã, Ujughen, próximo ao Lago Byr, ou Buyur, na bacia superior do Kerulun-Amur.
Daí viajou para sudoeste subindo o Kerulun, cruzando a região de Karakorum, chegando aos Montes Altai, provavelmente passando perto do atual Uliassutai.
Após atravessar os Altai ele visitou Bishbalig, a atual Urumqi, e seguiu ao longo da face norte do monte Tian Shan até o Lago Sairam, Almalig (ou Kuija), até o vale de Ili.
Seguindo até Chu, atravessa o rio para Talas, chegando à região de Tashkent e prosseguindo pelo rio Jaxartes (ou Syr Daria) para Samarcanda, onde permaneceu por alguns meses.

### O encontro com Gêngis Cã

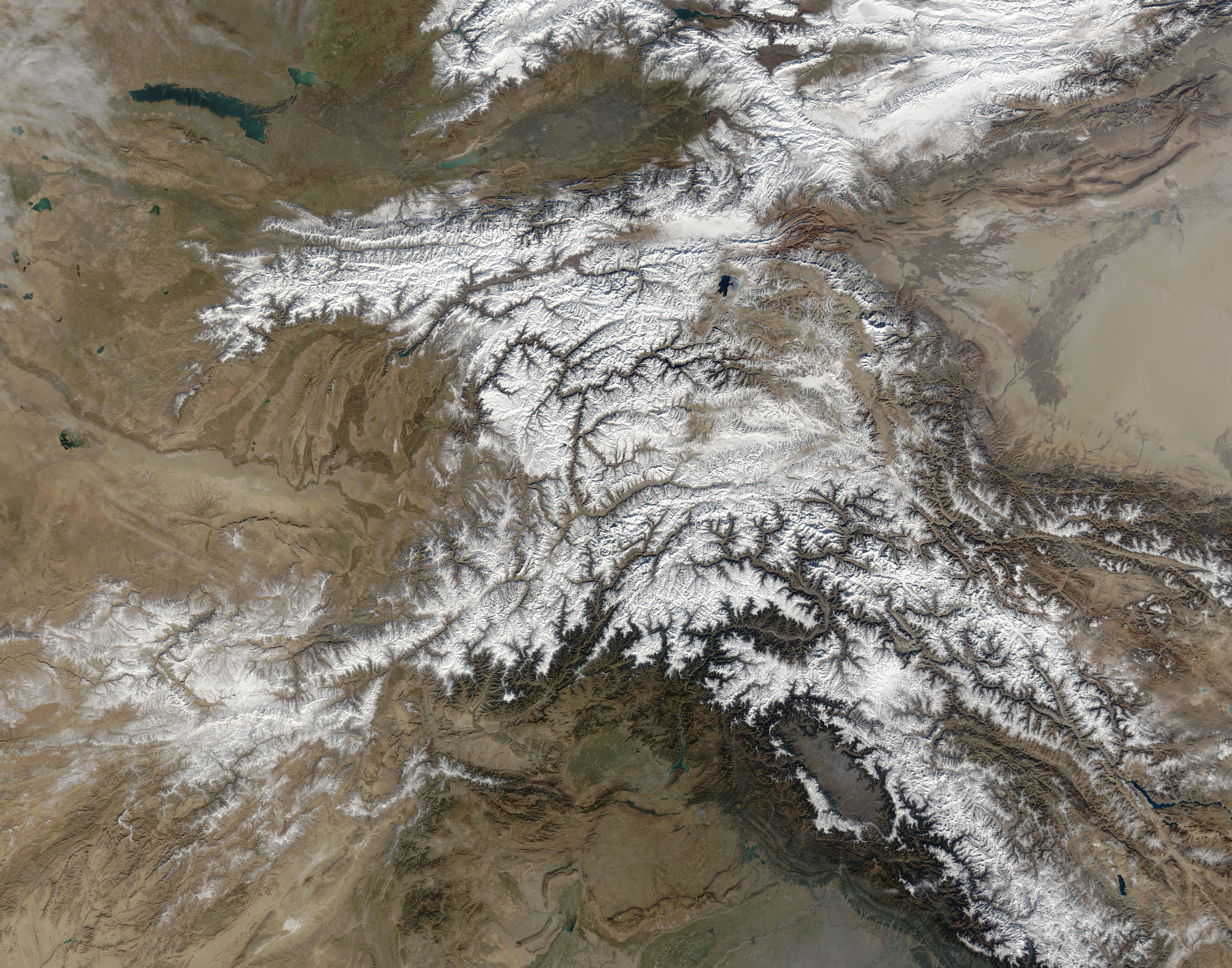
Imagem de satélite da cadeia de montanhas "Indocuche". O pico mais alto, "Tirich Mir", tem 7.690 metros

Finalmente, atravessa as Portas de Ferro de Termite, acima do rio Oxo (ou Amu Dária), e seguindo por Bactro e pelo norte do Afeganistão Chang Chun chega ao acampamento de Gêngis Cã próximo de Indocuche.
Após dois anos de viagem, Qiu Chuji encontra-se com Gêngis Cã, que lhe pede conselhos sobre longevidade e sobre como governar bem.
O aconselha a evitar matanças e a esvaziar a mente desapegando-se do excesso de desejos.
Este encontro teria encorajado o Khan a agir de maneira mais suave em benefício a seus súditos.
A pedido de Gêngis Cã, Ielu Chucai compilou as conversas entre os dois no "Registro do Auspicioso Encontro com Taoístas".
Com seu reconhecimento e apoio Qiu Chuji estimulou a construção de diversos templos taoístas em toda a China, conquistando seguidores em todo o país.

### O retorno a Pequim
Retornou para seu lar seguindo, aproximadamente, a mesma rota da viagem de ida, com pequenos desvios, como uma visita a Kuku-khoto.

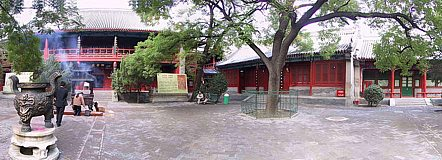
Templo das nuvens brancas (Bai Yun Guan).

Retornou a Pequim no final de janeiro de 1224.
Por ordem de Gêngis Cã, parte do terreno do antigo jardim imperial foi a ele cedido para a fundação de um mosteiro taoista.
Após seu retorno, Chang Chun viveu em Pequim no templo taoista atualmente conhecido como templo das nuvens brancas (Bai Yun Guan) até sua morte em vinte e três de julho de 1227, sendo enterrado no local.
Desde então, o templo é a sede do Taoismo quanzhen e da linhagem da porta do dragão.

## O Registro da Jornada para o Oeste
Li Chi Chang, discípulo e companheiro de Qiu Changchun, registrou sua viagem ao encontro de Gêngis Cã no livro "Jornada para o Oeste do Ser Verdadeiro Eterna Primavera" (长春真人西游记) (em pinyin: Changchun Zhenren Xi You Ji).
Neste registro encontramos algumas das imagens mais vivas e fiéis da natureza e dos habitantes das regiões entre a Grande Muralha da China e Cabul, e entre o Mar de Aral e o Mar Amarelo.
De particular interesse são os esboços dos Mongóis; do povo de Samarcanda e arredores; o registro dos produtos e da fertilidade desta região e do vale Ili; a descrição de diversas cadeias de montanhosas, picos e desfiladeiros, como os Altai e o Tian Shan.
Cenários em miniatura com pequenas estátuas representando os diversos momentos de sua viagem estão expostos no Templo das Nuvens Brancas.

Nota: A autoria do livro Jornada para o Oeste (西游记) ("Xi You Ji") é por vezes equivocadamente atribuída a Chang Chun pela semelhança do título da tradução ocidental deste livro com o título da tradução ocidental do registro da viagem de Chang Chun.
O "Xi You Ji" foi escrito por Wu Cheng'en, trata das famosas aventuras do rei-macaco.

## Obras de Qiu Chuji
- "Nutrindo a Vida" (Shesheng Xiaoxi Lun)
- "Indicações sobre o Grande Elixir" (Dadan Zihi)
- "Ensaios do córrego Pan" (蟠溪集) (Panxi Ji)
- "Registros de Auspiciosos Encoontros com Taoístas" (Xuanfeng Qinghui Lu)
- "Ensaios Advogando o Tao" (Mingdao Ji)

## Os Sete Imortais

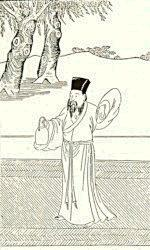
Wang Chong Yang (1112-1170), mestre dos Sete Imortais.

- Qiu Chuji
- Ma Yu
- Tan ChuDuan
- Liu ChuXuan
- Wang ChuYi
- Hao DaTong
- Sun Buer